# 台町駅
台町駅（だいまちえき）は、かつて神奈川県中郡秦野町（現：秦野市）に存在した湘南軌道の駅である。

## 歴史
- 1906年（明治39年）8月1日 - 秦野駅として開業。当初の終点。
- 1924年（大正13年）3月 - 秦野 - 当駅間延伸により中間駅となる。同時に台町駅に改称。
- 1933年（昭和8年） - 旅客営業を廃止。
- 1935年（昭和10年）10月9日 - 営業休止。
- 1937年（昭和12年）8月25日 - 廃止。

## 現在の駅周辺
- 台町信号
- 豆峰
- 命徳寺
- 水無川

## 隣の駅
湘南軌道
秦野駅 - 台町駅 - 大竹駅